# Kurt Lambeck
Kurt Lambeck (Utrecht, Países Bajos; 20 de septiembre de 1941) es un profesor de geofísica de la Universidad Nacional Australiana, en Canberra (Australia). También fue profesor de la Universidad de París y el Smithsonian and Harvard Observatories de la Universidad de Harvard.
En sus investigaciones se incluyen las interacciones entre las capas de hielo, los océanos y la Tierra sólida, así como cambios en el nivel de los océanos y su impacto en las poblaciones humanas. 

## Honores
- Medalla Alfred Wegener de la Unión Europea de Geociencias en 1997.
- Presidente de la Australian Academy of Science de 2006 a 2010.[2]
- Premio Balzan, 2013.[2]
- Caballero de la Legión de Honor por el Gobierno de Francia, por sus trabajos en el Centro Nacional de Estudios Espaciales.[3]
- Medalla Wollaston otorgada por la Sociedad Geológica de Londres.[2]
- Condecorado con el premio Matthew Flinders Medal and Lecture por la Australian Academy of Science.